# Glacis (géomorphologie)
Pour les articles homonymes, voir Glacis.

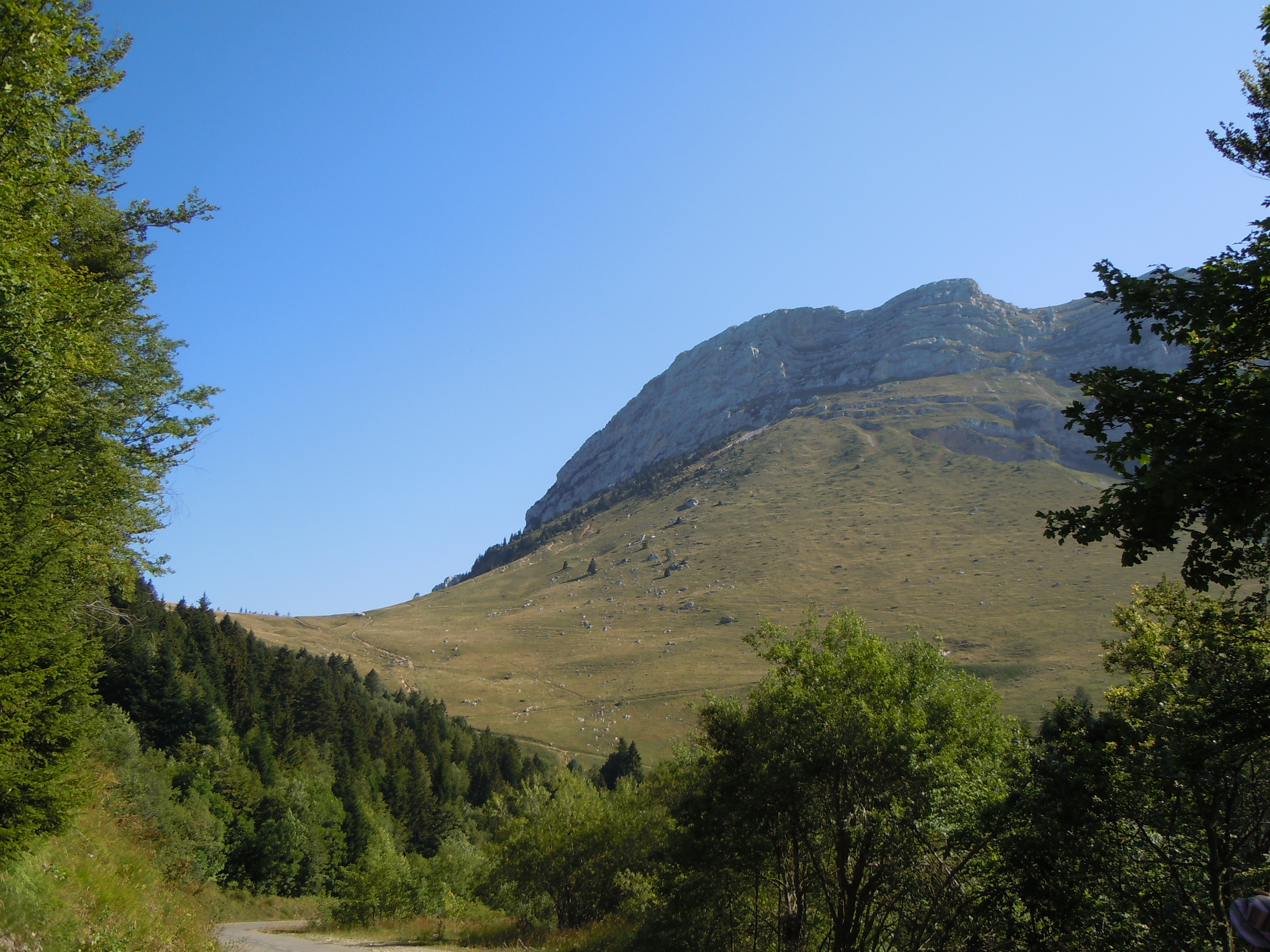
Les pentes herbeuses au pied de la dent de Crolles s'adoucissent et forment un glacis d'éboulis ancien dont les matériaux cimentés en brèches sont lités parallèlement à la surface topographique du versant.

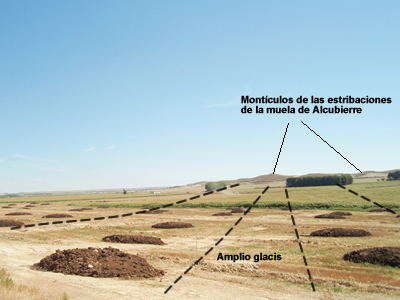
Glacis du piedmont pyrénéen côté espagnol.

Un glacis est une surface de terrain inclinée que l'on rencontre essentiellement dans les régions de piémonts et en bas des buttes.
Il est défini par Foucault et Raoult dans leur Dictionnaire de Géologie comme « une forme de relief non structurale consistant en une surface plane et peu inclinée (quelques degrés) ».

## Typologie
Suivant leur origine, les géomorphologues distinguent, :
- les glacis d'érosion ou glacis d'ablation : sur lesquels la roche est à nu ou semée de débris qui sont plus ou moins rapidement déblayés (glacis nu, ou couvert par une mince pellicule de débris). Ce terme est habituellement utilisé pour les surfaces taillées dans les roches meubles, celles élaborées dans les roches cohérentes étant appelées « pédiments » ;
- les glacis alluviaux : où la roche en place est masquée par une épaisseur d'alluvions faible (glacis d'épandage) ou forte (glacis d'accumulation ou glacis d'ennoyage). Les glacis sont souvent creusés, selon leur pente, de rigoles peu profondes appelées rills, selon le processus d'érosion en nappe[4].